# Torneo di Wimbledon 2004 - Doppio maschile
La coppia formata da Jonas Björkman e Todd Woodbridge già vincitrice nelle ultime due edizione è riuscita a ripetersi superando in finale Julian Knowle e Nenad Zimonjić col punteggio di 6–1, 6–4, 4–6, 6–4.
Per l'australiano è stato il nono successo a Wimbledon e ha migliorato il record per il doppio maschile.

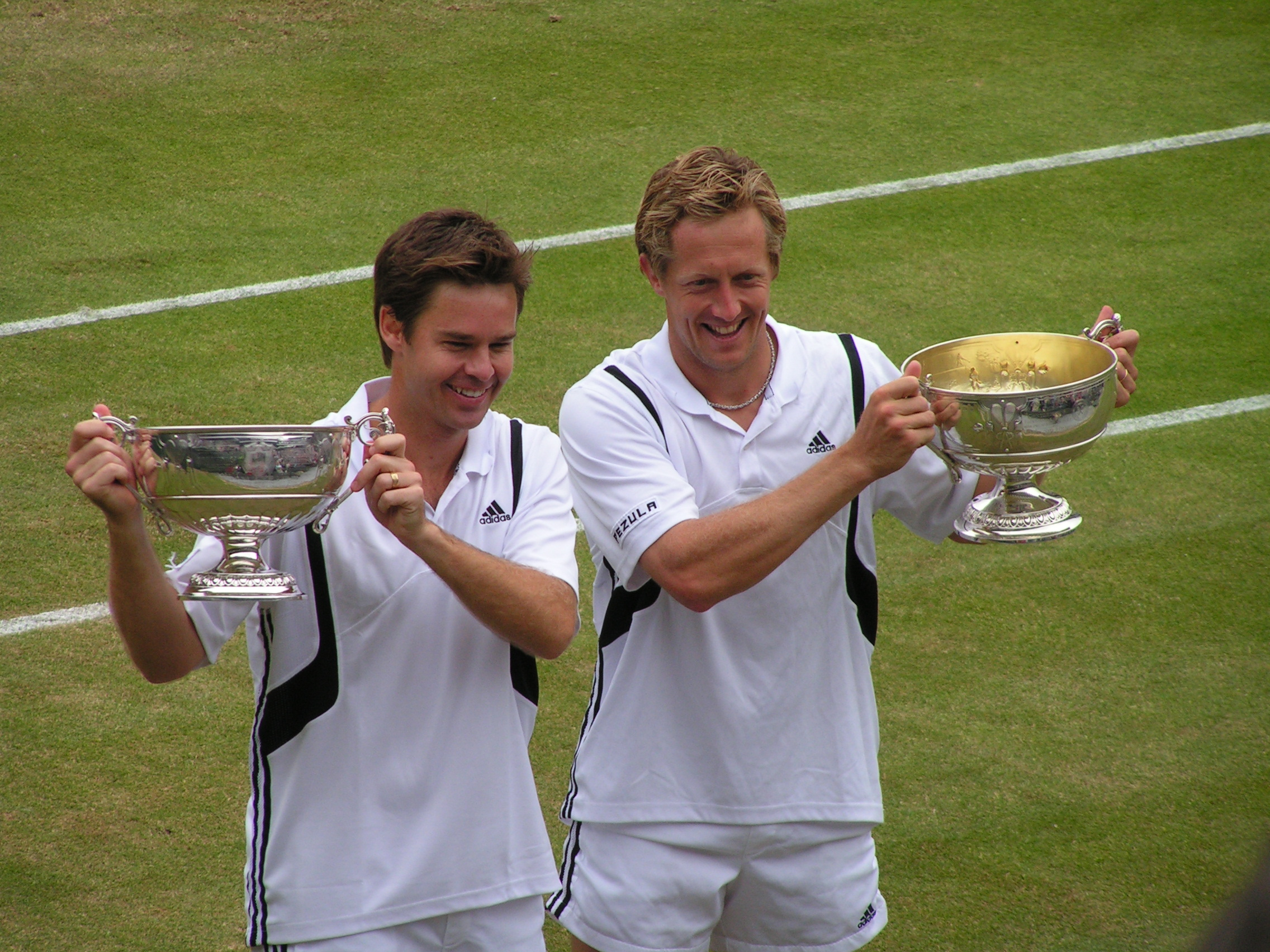
Woodbridge e Björkman premiati in campo

## Teste di serie
1.    Jonas Björkman /  Todd Woodbridge (campioni)
  2.    Bob Bryan /  Mike Bryan (terzo turno)
  3.    Mahesh Bhupathi /  Maks Mirny (terzo turno)
  4.    Michaël Llodra /  Fabrice Santoro (ritirati)
  5.    Mark Knowles /  Daniel Nestor (semifinale)
  6.    Wayne Black /  Kevin Ullyett (quarti di finale)
  7.    Wayne Arthurs /  Paul Hanley (semifinale)
  8.    Martin Damm /  Cyril Suk (terzo turno)
  9.    Gastón Etlis /  Martín Rodríguez (secondo turno)
10.    Jonathan Erlich /  Andy Ram (primo turno)
11.    Leander Paes /  David Rikl (secondo turno)
12.    Jared Palmer /  Pavel Vízner (terzo turno)
13.    František Čermák /  Leoš Friedl (primo turno)
14.    Xavier Malisse /  Olivier Rochus (secondo turno, ritirati)
15.    Mariano Hood /  Sebastián Prieto (secondo turno)
16.    Julian Knowle /  Nenad Zimonjić (finale)
Clicca sul numero di testa di serie del giocatore per visualizzare la sua sezione di tabellone.

## Tabellone

### Legenda
| - Q = Qualificato - WC = Wild card - LL = Lucky loser | - ALT = Alternate - SE = Special Exempt - PR = Protected Ranking | - w/o = Walkover - r = Ritirato - d = Squalificato |

### Finali
|  | Semifinali | Semifinali                     | Semifinali                     | Semifinali                     | Semifinali | Semifinali | Semifinali |  |  | Finale | Finale                         | Finale                         | Finale | Finale | Finale | Finale |  |
|  |            |                                |                                |                                |            |            |            |  |  |        |                                |                                |        |        |        |        |  |
|  | 1          | Jonas Björkman Todd Woodbridge | Jonas Björkman Todd Woodbridge | Jonas Björkman Todd Woodbridge | 7          | 7          | 7          |  |  |        |                                |                                |        |        |        |        |  |
|  | 7          | Wayne Arthurs Paul Hanley      | Wayne Arthurs Paul Hanley      | Wayne Arthurs Paul Hanley      | 5          | 5          | 64         |  |  | 1      | Jonas Björkman Todd Woodbridge | Jonas Björkman Todd Woodbridge | 6      | 6      | 4      | 6      |  |
|  | 16         | Julian Knowle Nenad Zimonjić   | 6                              | 3                              | 6          | 67         | 6          |  |  | 16     | Julian Knowle Nenad Zimonjić   | Julian Knowle Nenad Zimonjić   | 1      | 4      | 6      | 4      |  |
|  | 5          | Mark Knowles Daniel Nestor     | 2                              | 6                              | 3          | 7          | 3          |  |  |        |                                |                                |        |        |        |        |  |

### Parte alta

#### Sezione 1
|  | Primo turno | Primo turno                    | Primo turno                    | Primo turno                    | Primo turno                    | Primo turno | Primo turno |  |  | Secondo turno | Secondo turno                  | Secondo turno                  | Secondo turno                  | Secondo turno                  | Secondo turno            | Secondo turno |   |    | Terzo turno | Terzo turno                    | Terzo turno                    | Terzo turno                    | Terzo turno                    | Terzo turno               | Terzo turno               |   |   | Quarti di finale | Quarti di finale | Quarti di finale | Quarti di finale | Quarti di finale | Quarti di finale | Quarti di finale |  |
|  |             |                                |                                |                                |                                |             |             |  |  |               |                                |                                |                                |                                |                          |               |   |    |             |                                |                                |                                |                                |                           |                           |   |   |                  |                  |                  |                  |                  |                  |                  |  |
|  | 1           | Jonas Björkman Todd Woodbridge | Jonas Björkman Todd Woodbridge | Jonas Björkman Todd Woodbridge | Jonas Björkman Todd Woodbridge | 6           | 6           |  |  |               |                                |                                |                                |                                |                          |               |   |    |             |                                |                                |                                |                                |                           |                           |   |   |                  |                  |                  |                  |                  |                  |                  |  |
|  |             | Alberto Martín Albert Montañés | Alberto Martín Albert Montañés | Alberto Martín Albert Montañés | Alberto Martín Albert Montañés | 1           | 2           |  |  | 1             | Jonas Björkman Todd Woodbridge | Jonas Björkman Todd Woodbridge | Jonas Björkman Todd Woodbridge | Jonas Björkman Todd Woodbridge | 6                        | 6             |   |    |             |                                |                                |                                |                                |                           |                           |   |   |                  |                  |                  |                  |                  |                  |                  |  |
|  |             | Lucas Arnold Ker Martín García | Lucas Arnold Ker Martín García | Lucas Arnold Ker Martín García | Lucas Arnold Ker Martín García | 7           | 7           |  |  |               | Lucas Arnold Ker Martín García | Lucas Arnold Ker Martín García | Lucas Arnold Ker Martín García | Lucas Arnold Ker Martín García | 3                        | 2             |   |    |             |                                |                                |                                |                                |                           |                           |   |   |                  |                  |                  |                  |                  |                  |                  |  |
|  |             | Jeff Coetzee Chris Haggard     | Jeff Coetzee Chris Haggard     | Jeff Coetzee Chris Haggard     | Jeff Coetzee Chris Haggard     | 63          | 64          |  |  |               |                                |                                |                                |                                |                          |               |   |    | 1           | Jonas Björkman Todd Woodbridge | Jonas Björkman Todd Woodbridge | Jonas Björkman Todd Woodbridge | 3                              | 6                         | 9                         |   |   |                  |                  |                  |                  |                  |                  |                  |  |
|  |             | Rick Leach Brian MacPhie       | Rick Leach Brian MacPhie       | Rick Leach Brian MacPhie       | Rick Leach Brian MacPhie       | 7           | 6           |  |  |               |                                |                                | Rick Leach Brian MacPhie       | Rick Leach Brian MacPhie       | Rick Leach Brian MacPhie | 6             | 4 | 7  |             |                                |                                |                                |                                |                           |                           |   |   |                  |                  |                  |                  |                  |                  |                  |  |
|  |             | Rik De Voest Nathan Healey     | Rik De Voest Nathan Healey     | Rik De Voest Nathan Healey     | Rik De Voest Nathan Healey     | 64          | 4           |  |  |               | Rick Leach Brian MacPhie       | Rick Leach Brian MacPhie       | Rick Leach Brian MacPhie       | 63                             | 7                        | 4             |   |    |             |                                |                                |                                |                                |                           |                           |   |   |                  |                  |                  |                  |                  |                  |                  |  |
|  | 14          | Xavier Malisse Olivier Rochus  | Xavier Malisse Olivier Rochus  | Xavier Malisse Olivier Rochus  | Xavier Malisse Olivier Rochus  | 6           | 7           |  |  | 14            | Xavier Malisse Olivier Rochus  | Xavier Malisse Olivier Rochus  | Xavier Malisse Olivier Rochus  | 7                              | 5                        | 5R            |   |    |             |                                |                                |                                |                                |                           |                           |   |   |                  |                  |                  |                  |                  |                  |                  |  |
|  |             | Tomáš Cibulec Petr Pála        | Tomáš Cibulec Petr Pála        | Tomáš Cibulec Petr Pála        | Tomáš Cibulec Petr Pála        | 1           | 62          |  |  |               |                                |                                |                                |                                |                          |               |   |    | 1           | Jonas Björkman Todd Woodbridge | Jonas Björkman Todd Woodbridge | Jonas Björkman Todd Woodbridge | Jonas Björkman Todd Woodbridge | 7                         | 6                         |   |   |                  |                  |                  |                  |                  |                  |                  |  |
|  | 9           | Gastón Etlis Martín Rodríguez  | Gastón Etlis Martín Rodríguez  | Gastón Etlis Martín Rodríguez  | Gastón Etlis Martín Rodríguez  | 6           | 6           |  |  |               |                                |                                |                                |                                |                          |               |   |    |             |                                |                                | N Davydenko Ashley Fisher      | N Davydenko Ashley Fisher      | N Davydenko Ashley Fisher | N Davydenko Ashley Fisher | 5 | 2 |                  |                  |                  |                  |                  |                  |                  |  |
|  |             | James Auckland Lee Childs      | James Auckland Lee Childs      | James Auckland Lee Childs      | James Auckland Lee Childs      | 4           | 3           |  |  | 9             | Gastón Etlis Martín Rodríguez  | Gastón Etlis Martín Rodríguez  | Gastón Etlis Martín Rodríguez  | Gastón Etlis Martín Rodríguez  | 5                        | 62            |   |    |             |                                |                                |                                |                                |                           |                           |   |   |                  |                  |                  |                  |                  |                  |                  |  |
|  |             | N Davydenko Ashley Fisher      | N Davydenko Ashley Fisher      | N Davydenko Ashley Fisher      | N Davydenko Ashley Fisher      | 6           | 6           |  |  |               | N Davydenko Ashley Fisher      | N Davydenko Ashley Fisher      | N Davydenko Ashley Fisher      | N Davydenko Ashley Fisher      | 7                        | 7             |   |    |             |                                |                                |                                |                                |                           |                           |   |   |                  |                  |                  |                  |                  |                  |                  |  |
|  |             | David Ferrer R Ramírez Hidalgo | David Ferrer R Ramírez Hidalgo | David Ferrer R Ramírez Hidalgo | David Ferrer R Ramírez Hidalgo | 2           | 1           |  |  |               |                                |                                |                                |                                |                          |               |   |    |             | N Davydenko Ashley Fisher      | N Davydenko Ashley Fisher      | N Davydenko Ashley Fisher      | 64                             | 7                         | 15                        |   |   |                  |                  |                  |                  |                  |                  |                  |  |
|  |             | Ian Flanagan Martin Lee        | Ian Flanagan Martin Lee        | Ian Flanagan Martin Lee        | 3                              | 7           | 7           |  |  |               |                                | 8                              | Martin Damm Cyril Suk          | Martin Damm Cyril Suk          | Martin Damm Cyril Suk    | 7             | 6 | 13 |             |                                |                                |                                |                                |                           |                           |   |   |                  |                  |                  |                  |                  |                  |                  |  |
|  |             | Devin Bowen Tripp Phillips     | Devin Bowen Tripp Phillips     | Devin Bowen Tripp Phillips     | 6                              | 65          | 5           |  |  |               | Ian Flanagan Martin Lee        | Ian Flanagan Martin Lee        | Ian Flanagan Martin Lee        | Ian Flanagan Martin Lee        | 64                       | 65            |   |    |             |                                |                                |                                |                                |                           |                           |   |   |                  |                  |                  |                  |                  |                  |                  |  |
|  | 8           | Martin Damm Cyril Suk          | Martin Damm Cyril Suk          | Martin Damm Cyril Suk          | Martin Damm Cyril Suk          | 6           | 6           |  |  | 8             | Martin Damm Cyril Suk          | Martin Damm Cyril Suk          | Martin Damm Cyril Suk          | Martin Damm Cyril Suk          | 7                        | 7             |   |    |             |                                |                                |                                |                                |                           |                           |   |   |                  |                  |                  |                  |                  |                  |                  |  |
|  |             | Karsten Braasch R Schüttler    | Karsten Braasch R Schüttler    | Karsten Braasch R Schüttler    | Karsten Braasch R Schüttler    | 0           | 4           |  |  |               |                                |                                |                                |                                |                          |               |   |    |             |                                |                                |                                |                                |                           |                           |   |   |                  |                  |                  |                  |                  |                  |                  |  |

#### Sezione 2
|  | Primo turno | Primo turno                    | Primo turno                    | Primo turno                    | Primo turno                    | Primo turno | Primo turno |  |  | Secondo turno | Secondo turno                 | Secondo turno                 | Secondo turno                 | Secondo turno                 | Secondo turno             | Secondo turno             |   |   | Terzo turno | Terzo turno               | Terzo turno               | Terzo turno               | Terzo turno               | Terzo turno               | Terzo turno               |   |   | Quarti di finale | Quarti di finale | Quarti di finale | Quarti di finale | Quarti di finale | Quarti di finale | Quarti di finale |  |
|  |             |                                |                                |                                |                                |             |             |  |  |               |                               |                               |                               |                               |                           |                           |   |   |             |                           |                           |                           |                           |                           |                           |   |   |                  |                  |                  |                  |                  |                  |                  |  |
|  |             | Álex López Morón David Škoch   | Álex López Morón David Škoch   | Álex López Morón David Škoch   | 1                              | 6           | 7           |  |  |               |                               |                               |                               |                               |                           |                           |   |   |             |                           |                           |                           |                           |                           |                           |   |   |                  |                  |                  |                  |                  |                  |                  |  |
|  |             | Diego Ayala Brian Vahaly       | Diego Ayala Brian Vahaly       | Diego Ayala Brian Vahaly       | 6                              | 1           | 5           |  |  |               | Álex López Morón David Škoch  | Álex López Morón David Škoch  | Álex López Morón David Škoch  | 3                             | 7                         | 6                         |   |   |             |                           |                           |                           |                           |                           |                           |   |   |                  |                  |                  |                  |                  |                  |                  |  |
|  |             | Simon Aspelin Todd Perry       | Simon Aspelin Todd Perry       | Simon Aspelin Todd Perry       | Simon Aspelin Todd Perry       | 6           | 6           |  |  |               | Simon Aspelin Todd Perry      | Simon Aspelin Todd Perry      | Simon Aspelin Todd Perry      | 6                             | 65                        | 8                         |   |   |             |                           |                           |                           |                           |                           |                           |   |   |                  |                  |                  |                  |                  |                  |                  |  |
|  |             | J Levinský Filippo Volandri    | J Levinský Filippo Volandri    | J Levinský Filippo Volandri    | J Levinský Filippo Volandri    | 2           | 2           |  |  |               |                               |                               |                               |                               |                           |                           |   |   |             | Simon Aspelin Todd Perry  | Simon Aspelin Todd Perry  | Simon Aspelin Todd Perry  | Simon Aspelin Todd Perry  | 6                         | 6                         |   |   |                  |                  |                  |                  |                  |                  |                  |  |
|  |             | J-F Bachelot Andrei Pavel      | J-F Bachelot Andrei Pavel      | J-F Bachelot Andrei Pavel      | J-F Bachelot Andrei Pavel      | 6           | 6           |  |  |               |                               |                               | J-F Bachelot Andrei Pavel     | J-F Bachelot Andrei Pavel     | J-F Bachelot Andrei Pavel | J-F Bachelot Andrei Pavel | 4 | 2 |             |                           |                           |                           |                           |                           |                           |   |   |                  |                  |                  |                  |                  |                  |                  |  |
|  |             | Florian Mayer Rogier Wassen    | Florian Mayer Rogier Wassen    | Florian Mayer Rogier Wassen    | Florian Mayer Rogier Wassen    | 3           | 4           |  |  |               | J-F Bachelot Andrei Pavel     | J-F Bachelot Andrei Pavel     | J-F Bachelot Andrei Pavel     | J-F Bachelot Andrei Pavel     | 6                         | 7                         |   |   |             |                           |                           |                           |                           |                           |                           |   |   |                  |                  |                  |                  |                  |                  |                  |  |
|  | 15          | Mariano Hood Sebastián Prieto  | Mariano Hood Sebastián Prieto  | Mariano Hood Sebastián Prieto  | Mariano Hood Sebastián Prieto  | 7           | 6           |  |  | 15            | Mariano Hood Sebastián Prieto | Mariano Hood Sebastián Prieto | Mariano Hood Sebastián Prieto | Mariano Hood Sebastián Prieto | 2                         | 68                        |   |   |             |                           |                           |                           |                           |                           |                           |   |   |                  |                  |                  |                  |                  |                  |                  |  |
|  |             | Jordan Kerr Tom Vanhoudt       | Jordan Kerr Tom Vanhoudt       | Jordan Kerr Tom Vanhoudt       | Jordan Kerr Tom Vanhoudt       | 64          | 2           |  |  |               |                               |                               |                               |                               |                           |                           |   |   |             | Simon Aspelin Todd Perry  | Simon Aspelin Todd Perry  | Simon Aspelin Todd Perry  | Simon Aspelin Todd Perry  | 3                         | 63                        |   |   |                  |                  |                  |                  |                  |                  |                  |  |
|  |             | Jiří Novák Radek Štěpánek      | Jiří Novák Radek Štěpánek      | Jiří Novák Radek Štěpánek      | Jiří Novák Radek Štěpánek      | 6           | 7           |  |  |               |                               |                               |                               |                               |                           |                           |   |   |             |                           | 7                         | Wayne Arthurs Paul Hanley | Wayne Arthurs Paul Hanley | Wayne Arthurs Paul Hanley | Wayne Arthurs Paul Hanley | 6 | 7 |                  |                  |                  |                  |                  |                  |                  |  |
|  | 10          | Jonathan Erlich Andy Ram       | Jonathan Erlich Andy Ram       | Jonathan Erlich Andy Ram       | Jonathan Erlich Andy Ram       | 4           | 64          |  |  |               | Jiří Novák Radek Štěpánek     | Jiří Novák Radek Štěpánek     | Jiří Novák Radek Štěpánek     | 6                             | 3                         | 6                         |   |   |             |                           |                           |                           |                           |                           |                           |   |   |                  |                  |                  |                  |                  |                  |                  |  |
|  |             | Stephen Huss Robert Lindstedt  | Stephen Huss Robert Lindstedt  | Stephen Huss Robert Lindstedt  | Stephen Huss Robert Lindstedt  | 6           | 6           |  |  |               | Stephen Huss Robert Lindstedt | Stephen Huss Robert Lindstedt | Stephen Huss Robert Lindstedt | 4                             | ;6                        | 3                         |   |   |             |                           |                           |                           |                           |                           |                           |   |   |                  |                  |                  |                  |                  |                  |                  |  |
|  |             | Sargis Sargsian Michail Južnyj | Sargis Sargsian Michail Južnyj | Sargis Sargsian Michail Južnyj | Sargis Sargsian Michail Južnyj | 3           | 4           |  |  |               |                               |                               |                               |                               |                           |                           |   |   |             | Jiří Novák Radek Štěpánek | Jiří Novák Radek Štěpánek | Jiří Novák Radek Štěpánek | Jiří Novák Radek Štěpánek | 64                        | 4                         |   |   |                  |                  |                  |                  |                  |                  |                  |  |
|  |             | Feliciano López F Verdasco     | Feliciano López F Verdasco     | Feliciano López F Verdasco     | Feliciano López F Verdasco     | 6           | 6           |  |  |               |                               | 7                             | Wayne Arthurs Paul Hanley     | Wayne Arthurs Paul Hanley     | Wayne Arthurs Paul Hanley | Wayne Arthurs Paul Hanley | 7 | 6 |             |                           |                           |                           |                           |                           |                           |   |   |                  |                  |                  |                  |                  |                  |                  |  |
|  |             | Kenneth Carlsen Tuomas Ketola  | Kenneth Carlsen Tuomas Ketola  | Kenneth Carlsen Tuomas Ketola  | Kenneth Carlsen Tuomas Ketola  | 3           | 4           |  |  |               | Feliciano López F Verdasco    | Feliciano López F Verdasco    | Feliciano López F Verdasco    | Feliciano López F Verdasco    | 62                        | 4                         |   |   |             |                           |                           |                           |                           |                           |                           |   |   |                  |                  |                  |                  |                  |                  |                  |  |
|  | 7           | Wayne Arthurs Paul Hanley      | Wayne Arthurs Paul Hanley      | Wayne Arthurs Paul Hanley      | Wayne Arthurs Paul Hanley      | 7           | 6           |  |  | 7             | Wayne Arthurs Paul Hanley     | Wayne Arthurs Paul Hanley     | Wayne Arthurs Paul Hanley     | Wayne Arthurs Paul Hanley     | 7                         | 6                         |   |   |             |                           |                           |                           |                           |                           |                           |   |   |                  |                  |                  |                  |                  |                  |                  |  |
|  |             | Andrew Banks Alex Bogdanović   | Andrew Banks Alex Bogdanović   | Andrew Banks Alex Bogdanović   | Andrew Banks Alex Bogdanović   | 64          | 2           |  |  |               |                               |                               |                               |                               |                           |                           |   |   |             |                           |                           |                           |                           |                           |                           |   |   |                  |                  |                  |                  |                  |                  |                  |  |

### Parte bassa

#### Sezione 3
|  | Primo turno | Primo turno                     | Primo turno                     | Primo turno                     | Primo turno                     | Primo turno | Primo turno |  |  | Secondo turno | Secondo turno                  | Secondo turno                  | Secondo turno                  | Secondo turno                  | Secondo turno              | Secondo turno             |   |   | Terzo turno | Terzo turno                  | Terzo turno                  | Terzo turno                  | Terzo turno                  | Terzo turno                  | Terzo turno |   |   | Quarti di finale | Quarti di finale | Quarti di finale | Quarti di finale | Quarti di finale | Quarti di finale | Quarti di finale |  |
|  |             |                                 |                                 |                                 |                                 |             |             |  |  |               |                                |                                |                                |                                |                            |                           |   |   |             |                              |                              |                              |                              |                              |             |   |   |                  |                  |                  |                  |                  |                  |                  |  |
|  | 6           | Wayne Black Kevin Ullyett       | Wayne Black Kevin Ullyett       | Wayne Black Kevin Ullyett       | Wayne Black Kevin Ullyett       | 6           | 6           |  |  |               |                                |                                |                                |                                |                            |                           |   |   |             |                              |                              |                              |                              |                              |             |   |   |                  |                  |                  |                  |                  |                  |                  |  |
|  |             | Federico Browne Guillermo Coria | Federico Browne Guillermo Coria | Federico Browne Guillermo Coria | Federico Browne Guillermo Coria | 3           | 2           |  |  | 6             | Wayne Black Kevin Ullyett      | Wayne Black Kevin Ullyett      | Wayne Black Kevin Ullyett      | 4                              | 6                          | 6                         |   |   |             |                              |                              |                              |                              |                              |             |   |   |                  |                  |                  |                  |                  |                  |                  |  |
|  |             | André Sá Flávio Saretta         | André Sá Flávio Saretta         | André Sá Flávio Saretta         | 3                               | 7           | 12          |  |  |               | André Sá Flávio Saretta        | André Sá Flávio Saretta        | André Sá Flávio Saretta        | 6                              | 3                          | 4                         |   |   |             |                              |                              |                              |                              |                              |             |   |   |                  |                  |                  |                  |                  |                  |                  |  |
|  |             | Ivo Karlović Jim Thomas         | Ivo Karlović Jim Thomas         | Ivo Karlović Jim Thomas         | 6                               | 62          | 10          |  |  |               |                                |                                |                                |                                |                            |                           |   |   | 6           | Wayne Black Kevin Ullyett    | Wayne Black Kevin Ullyett    | Wayne Black Kevin Ullyett    | Wayne Black Kevin Ullyett    | 7                            | 6           |   |   |                  |                  |                  |                  |                  |                  |                  |  |
|  |             | Julien Benneteau Nicolas Mahut  | Julien Benneteau Nicolas Mahut  | Julien Benneteau Nicolas Mahut  | 4                               | 7           | 17          |  |  |               |                                | 12                             | Jared Palmer Pavel Vízner      | Jared Palmer Pavel Vízner      | Jared Palmer Pavel Vízner  | Jared Palmer Pavel Vízner | 5 | 4 |             |                              |                              |                              |                              |                              |             |   |   |                  |                  |                  |                  |                  |                  |                  |  |
|  |             | Félix Mantilla Nicolás Massú    | Félix Mantilla Nicolás Massú    | Félix Mantilla Nicolás Massú    | 6                               | 64          | 15          |  |  |               | Julien Benneteau Nicolas Mahut | Julien Benneteau Nicolas Mahut | Julien Benneteau Nicolas Mahut | Julien Benneteau Nicolas Mahut | 4                          | 3                         |   |   |             |                              |                              |                              |                              |                              |             |   |   |                  |                  |                  |                  |                  |                  |                  |  |
|  | 12          | Jared Palmer Pavel Vízner       | Jared Palmer Pavel Vízner       | Jared Palmer Pavel Vízner       | Jared Palmer Pavel Vízner       | 6           | 6           |  |  | 12            | Jared Palmer Pavel Vízner      | Jared Palmer Pavel Vízner      | Jared Palmer Pavel Vízner      | Jared Palmer Pavel Vízner      | 6                          | 6                         |   |   |             |                              |                              |                              |                              |                              |             |   |   |                  |                  |                  |                  |                  |                  |                  |  |
|  |             | J-M Gambill Michael Hill        | J-M Gambill Michael Hill        | J-M Gambill Michael Hill        | J-M Gambill Michael Hill        | 2           | 4           |  |  |               |                                |                                |                                |                                |                            |                           |   |   | 6           | Wayne Black Kevin Ullyett    | Wayne Black Kevin Ullyett    | Wayne Black Kevin Ullyett    | 5                            | 6                            | 4           |   |   |                  |                  |                  |                  |                  |                  |                  |  |
|  | 16          | Julian Knowle Nenad Zimonjić    | Julian Knowle Nenad Zimonjić    | Julian Knowle Nenad Zimonjić    | Julian Knowle Nenad Zimonjić    | 6           | 6           |  |  |               |                                |                                |                                |                                |                            |                           |   |   |             |                              | 16                           | Julian Knowle Nenad Zimonjić | Julian Knowle Nenad Zimonjić | Julian Knowle Nenad Zimonjić | 7           | 4 | 6 |                  |                  |                  |                  |                  |                  |                  |  |
|  |             | Yves Allegro Michael Kohlmann   | Yves Allegro Michael Kohlmann   | Yves Allegro Michael Kohlmann   | Yves Allegro Michael Kohlmann   | 4           | 4           |  |  | 16            | Julian Knowle Nenad Zimonjić   | Julian Knowle Nenad Zimonjić   | Julian Knowle Nenad Zimonjić   | Julian Knowle Nenad Zimonjić   | 7                          | 7                         |   |   |             |                              |                              |                              |                              |                              |             |   |   |                  |                  |                  |                  |                  |                  |                  |  |
|  |             | M Fyrstenberg Marcin Matkowski  | M Fyrstenberg Marcin Matkowski  | M Fyrstenberg Marcin Matkowski  | M Fyrstenberg Marcin Matkowski  | 6           | 6           |  |  |               | M Fyrstenberg Marcin Matkowski | M Fyrstenberg Marcin Matkowski | M Fyrstenberg Marcin Matkowski | M Fyrstenberg Marcin Matkowski | 6                          | 63                        |   |   |             |                              |                              |                              |                              |                              |             |   |   |                  |                  |                  |                  |                  |                  |                  |  |
|  |             | Igor' Andreev D Sánchez Muñoz   | Igor' Andreev D Sánchez Muñoz   | Igor' Andreev D Sánchez Muñoz   | Igor' Andreev D Sánchez Muñoz   | 1           | 2           |  |  |               |                                |                                |                                |                                |                            |                           |   |   | 16          | Julian Knowle Nenad Zimonjić | Julian Knowle Nenad Zimonjić | Julian Knowle Nenad Zimonjić | 6                            | 3                            | 8           |   |   |                  |                  |                  |                  |                  |                  |                  |  |
|  |             | Raemon Sluiter Martin Verkerk   | Raemon Sluiter Martin Verkerk   | Raemon Sluiter Martin Verkerk   | 6                               | 68          | 6           |  |  |               |                                | 3                              | Mahesh Bhupathi Maks Mirny     | Mahesh Bhupathi Maks Mirny     | Mahesh Bhupathi Maks Mirny | 4                         | 6 | 6 |             |                              |                              |                              |                              |                              |             |   |   |                  |                  |                  |                  |                  |                  |                  |  |
|  |             | JI Carrasco Tommy Robredo       | JI Carrasco Tommy Robredo       | JI Carrasco Tommy Robredo       | 3                               | 7           | 3           |  |  |               | Raemon Sluiter Martin Verkerk  | Raemon Sluiter Martin Verkerk  | Raemon Sluiter Martin Verkerk  | Raemon Sluiter Martin Verkerk  | 5                          | 3                         |   |   |             |                              |                              |                              |                              |                              |             |   |   |                  |                  |                  |                  |                  |                  |                  |  |
|  | 3           | Mahesh Bhupathi Maks Mirny      | Mahesh Bhupathi Maks Mirny      | Mahesh Bhupathi Maks Mirny      | Mahesh Bhupathi Maks Mirny      | 6           | 6           |  |  | 3             | Mahesh Bhupathi Maks Mirny     | Mahesh Bhupathi Maks Mirny     | Mahesh Bhupathi Maks Mirny     | Mahesh Bhupathi Maks Mirny     | 7                          | 6                         |   |   |             |                              |                              |                              |                              |                              |             |   |   |                  |                  |                  |                  |                  |                  |                  |  |
|  |             | Hicham Arazi Joshua Eagle       | Hicham Arazi Joshua Eagle       | Hicham Arazi Joshua Eagle       | Hicham Arazi Joshua Eagle       | 3           | 4           |  |  |               |                                |                                |                                |                                |                            |                           |   |   |             |                              |                              |                              |                              |                              |             |   |   |                  |                  |                  |                  |                  |                  |                  |  |

#### Sezione 4
|  | Primo turno | Primo turno                      | Primo turno                      | Primo turno                      | Primo turno                      | Primo turno | Primo turno |  |  | Secondo turno | Secondo turno                    | Secondo turno                    | Secondo turno                    | Secondo turno                    | Secondo turno               | Secondo turno               |   |   | Terzo turno | Terzo turno                      | Terzo turno                      | Terzo turno                      | Terzo turno                      | Terzo turno                      | Terzo turno                      |   |   | Quarti di finale | Quarti di finale | Quarti di finale | Quarti di finale | Quarti di finale | Quarti di finale | Quarti di finale |  |
|  |             |                                  |                                  |                                  |                                  |             |             |  |  |               |                                  |                                  |                                  |                                  |                             |                             |   |   |             |                                  |                                  |                                  |                                  |                                  |                                  |   |   |                  |                  |                  |                  |                  |                  |                  |  |
|  | 5           | Mark Knowles Daniel Nestor       | Mark Knowles Daniel Nestor       | Mark Knowles Daniel Nestor       | Mark Knowles Daniel Nestor       | 6           | 6           |  |  |               |                                  |                                  |                                  |                                  |                             |                             |   |   |             |                                  |                                  |                                  |                                  |                                  |                                  |   |   |                  |                  |                  |                  |                  |                  |                  |  |
|  |             | Robby Ginepri Mark Merklein      | Robby Ginepri Mark Merklein      | Robby Ginepri Mark Merklein      | Robby Ginepri Mark Merklein      | 1           | 3           |  |  | 5             | Mark Knowles Daniel Nestor       | Mark Knowles Daniel Nestor       | Mark Knowles Daniel Nestor       | Mark Knowles Daniel Nestor       | 6                           | 6                           |   |   |             |                                  |                                  |                                  |                                  |                                  |                                  |   |   |                  |                  |                  |                  |                  |                  |                  |  |
|  |             | Thomas Johansson Johan Landsberg | Thomas Johansson Johan Landsberg | Thomas Johansson Johan Landsberg | Thomas Johansson Johan Landsberg | 6           | 6           |  |  |               | Thomas Johansson Johan Landsberg | Thomas Johansson Johan Landsberg | Thomas Johansson Johan Landsberg | Thomas Johansson Johan Landsberg | 2                           | 4                           |   |   |             |                                  |                                  |                                  |                                  |                                  |                                  |   |   |                  |                  |                  |                  |                  |                  |                  |  |
|  |             | M Bertolini Robbie Koenig        | M Bertolini Robbie Koenig        | M Bertolini Robbie Koenig        | M Bertolini Robbie Koenig        | 3           | 4           |  |  |               |                                  |                                  |                                  |                                  |                             |                             |   |   | 5           | Mark Knowles Daniel Nestor       | Mark Knowles Daniel Nestor       | Mark Knowles Daniel Nestor       | Mark Knowles Daniel Nestor       | 6                                | 6                                |   |   |                  |                  |                  |                  |                  |                  |                  |  |
|  |             | Travis Parrott Vince Spadea      | Travis Parrott Vince Spadea      | Travis Parrott Vince Spadea      | 65                               | 7           | 6           |  |  |               |                                  |                                  | Travis Parrott Vince Spadea      | Travis Parrott Vince Spadea      | Travis Parrott Vince Spadea | Travis Parrott Vince Spadea | 3 | 2 |             |                                  |                                  |                                  |                                  |                                  |                                  |   |   |                  |                  |                  |                  |                  |                  |                  |  |
|  |             | Mark Hilton Jonathan Marray      | Mark Hilton Jonathan Marray      | Mark Hilton Jonathan Marray      | 7                                | 64          | 4           |  |  |               | Travis Parrott Vince Spadea      | Travis Parrott Vince Spadea      | Travis Parrott Vince Spadea      | Travis Parrott Vince Spadea      | 7                           | 6                           |   |   |             |                                  |                                  |                                  |                                  |                                  |                                  |   |   |                  |                  |                  |                  |                  |                  |                  |  |
|  | 11          | Leander Paes David Rikl          | Leander Paes David Rikl          | Leander Paes David Rikl          | 7                                | 63          | 6           |  |  | 11            | Leander Paes David Rikl          | Leander Paes David Rikl          | Leander Paes David Rikl          | Leander Paes David Rikl          | 6                           | 3                           |   |   |             |                                  |                                  |                                  |                                  |                                  |                                  |   |   |                  |                  |                  |                  |                  |                  |                  |  |
|  |             | D Bracciali G Galimberti         | D Bracciali G Galimberti         | D Bracciali G Galimberti         | 5                                | 7           | 3           |  |  |               |                                  |                                  |                                  |                                  |                             |                             |   |   | 5           | Mark Knowles Daniel Nestor       | Mark Knowles Daniel Nestor       | Mark Knowles Daniel Nestor       | Mark Knowles Daniel Nestor       | 6                                | 6                                |   |   |                  |                  |                  |                  |                  |                  |                  |  |
|  |             | Justin Gimelstob Scott Humphries | Justin Gimelstob Scott Humphries | Justin Gimelstob Scott Humphries | Justin Gimelstob Scott Humphries | 7           | 6           |  |  |               |                                  |                                  |                                  |                                  |                             |                             |   |   |             |                                  |                                  | Justin Gimelstob Scott Humphries | Justin Gimelstob Scott Humphries | Justin Gimelstob Scott Humphries | Justin Gimelstob Scott Humphries | 3 | 2 |                  |                  |                  |                  |                  |                  |                  |  |
|  | 13          | František Čermák Leoš Friedl     | František Čermák Leoš Friedl     | František Čermák Leoš Friedl     | František Čermák Leoš Friedl     | 63          | 4           |  |  |               | Justin Gimelstob Scott Humphries | Justin Gimelstob Scott Humphries | Justin Gimelstob Scott Humphries | 6                                | 61                          | 6                           |   |   |             |                                  |                                  |                                  |                                  |                                  |                                  |   |   |                  |                  |                  |                  |                  |                  |                  |  |
|  |             | Dominik Hrbatý Graydon Oliver    | Dominik Hrbatý Graydon Oliver    | Dominik Hrbatý Graydon Oliver    | Dominik Hrbatý Graydon Oliver    | 7           | 6           |  |  |               | Dominik Hrbatý Graydon Oliver    | Dominik Hrbatý Graydon Oliver    | Dominik Hrbatý Graydon Oliver    | 3                                | 7                           | 3                           |   |   |             |                                  |                                  |                                  |                                  |                                  |                                  |   |   |                  |                  |                  |                  |                  |                  |                  |  |
|  |             | Daniel Kiernan David Sherwood    | Daniel Kiernan David Sherwood    | Daniel Kiernan David Sherwood    | Daniel Kiernan David Sherwood    | 6           | 4           |  |  |               |                                  |                                  |                                  |                                  |                             |                             |   |   |             | Justin Gimelstob Scott Humphries | Justin Gimelstob Scott Humphries | Justin Gimelstob Scott Humphries | 6                                | 3                                | 6                                |   |   |                  |                  |                  |                  |                  |                  |                  |  |
|  |             | G Kisgyorgy Łukasz Kubot         | G Kisgyorgy Łukasz Kubot         | G Kisgyorgy Łukasz Kubot         | 6                                | 3           | 9           |  |  |               |                                  | 2                                | Bob Bryan Mike Bryan             | Bob Bryan Mike Bryan             | Bob Bryan Mike Bryan        | 3                           | 6 | 4 |             |                                  |                                  |                                  |                                  |                                  |                                  |   |   |                  |                  |                  |                  |                  |                  |                  |  |
|  |             | J I Chela Luis Horna             | J I Chela Luis Horna             | J I Chela Luis Horna             | 3                                | 6           | 7           |  |  |               | G Kisgyorgy Łukasz Kubot         | G Kisgyorgy Łukasz Kubot         | G Kisgyorgy Łukasz Kubot         | G Kisgyorgy Łukasz Kubot         | 6                           | 3                           |   |   |             |                                  |                                  |                                  |                                  |                                  |                                  |   |   |                  |                  |                  |                  |                  |                  |                  |  |
|  | 2           | Bob Bryan Mike Bryan             | Bob Bryan Mike Bryan             | Bob Bryan Mike Bryan             | Bob Bryan Mike Bryan             | 6           | 6           |  |  | 2             | Bob Bryan Mike Bryan             | Bob Bryan Mike Bryan             | Bob Bryan Mike Bryan             | Bob Bryan Mike Bryan             | 7                           | 6                           |   |   |             |                                  |                                  |                                  |                                  |                                  |                                  |   |   |                  |                  |                  |                  |                  |                  |                  |  |
|  |             | Jamie Delgado Arvind Parmar      | Jamie Delgado Arvind Parmar      | Jamie Delgado Arvind Parmar      | Jamie Delgado Arvind Parmar      | 4           | 3           |  |  |               |                                  |                                  |                                  |                                  |                             |                             |   |   |             |                                  |                                  |                                  |                                  |                                  |                                  |   |   |                  |                  |                  |                  |                  |                  |                  |  |